# دنلیا تولشوا
دنلیا تولشوا (قزاقی: Данэлия Төлешова، متولد ۱۸ ژوئیه ۲۰۰۷) یک خواننده کودک قزاق است. وی نماینده Kazakhstan در مسابقه آهنگ‌های جوان یوروویژن ۲۰۱۸ در مینسک، بلاروس با ترانه‌اش "Ózińe sen" شد و در جایگاه ششم قرار گرفت.
او قبل از Junior Eurovision، در چهارمین فصل مسابقه The Voice Kids Ukraine برنده شد و در New Wave 2015 فینالیست بود. در سال ۲۰۱۹، او در  بهترین‌های جهان شرکت کرد، نماینده کشور خود در کنار دیماش قودای‌برگن بود.

## اوایل زندگی
او در یک خانواده مختلط قزاق و روسی به دنیا آمد.
دنلیا بعد از بهبودی از آسیب دیدگی در سن ۴ سالگی در کلاس‌های رقص (رقص معاصر و…). و همچنین در کلاس‌های خوانندگی و بازیگری نیز شرکت کرد.
در سال ۲۰۱۸ در مدرسه Lyceum 56 پایه ششم بود زمانی که توجه خود را بر روی ریاضیات قرار داد.
هرچند که دنلیا در نور سلطال متولد شد (اما در مصاحبه ای با کارگردان قزاقی Rauana Kokumbaeva که در فوریه ۲۰۱۹ در یوتیوب قرار داده شد) گفت که زادگاه وی شهر Almaty است.

## حرفه

### آغاز شغل

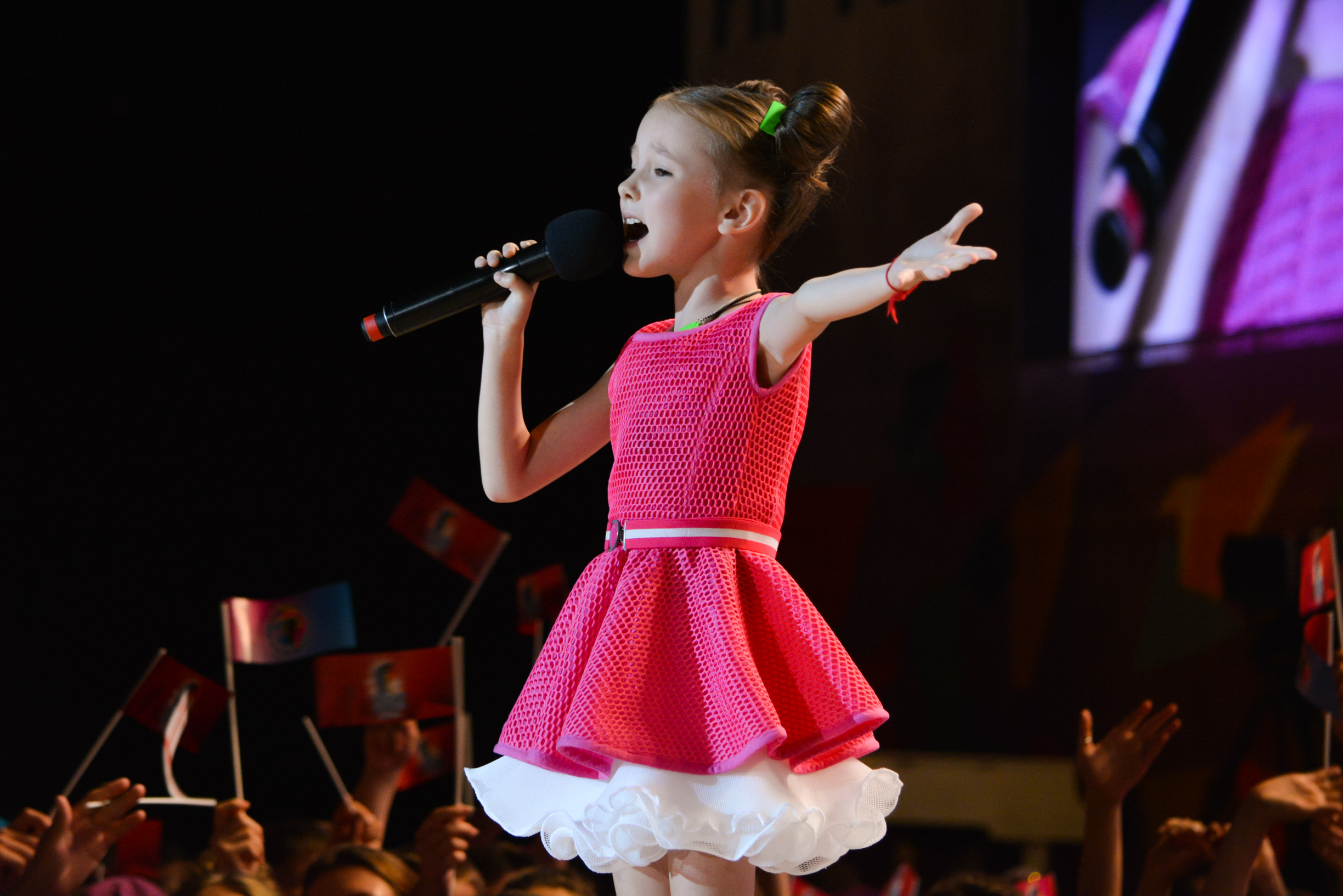
تولشوا در موج جدید کودکان در سوچی، روسیه اجرا می‌کند.

در سن هشت سالگی، وی توسط برگزارکنندگان مسابقه آواز قزاقستان ایاگلاگان آستانه، دور انتخابی برای موج جدید معروف کودکان، یک مسابقه بین‌المللی برای نوازندگان جوان که هر ساله در روسیه برگزار می‌شود، مورد توجه قرار گرفت. در سال ۲۰۱۵، دانلیا در این رقابت‌ها پیروز شد و به فینال موج جدید کودکان رسید و در آنجا جایزه مخاطبان را بدست آورد.

### 2017–2018: The Voice Kids Ukraine و Junior Eurovision

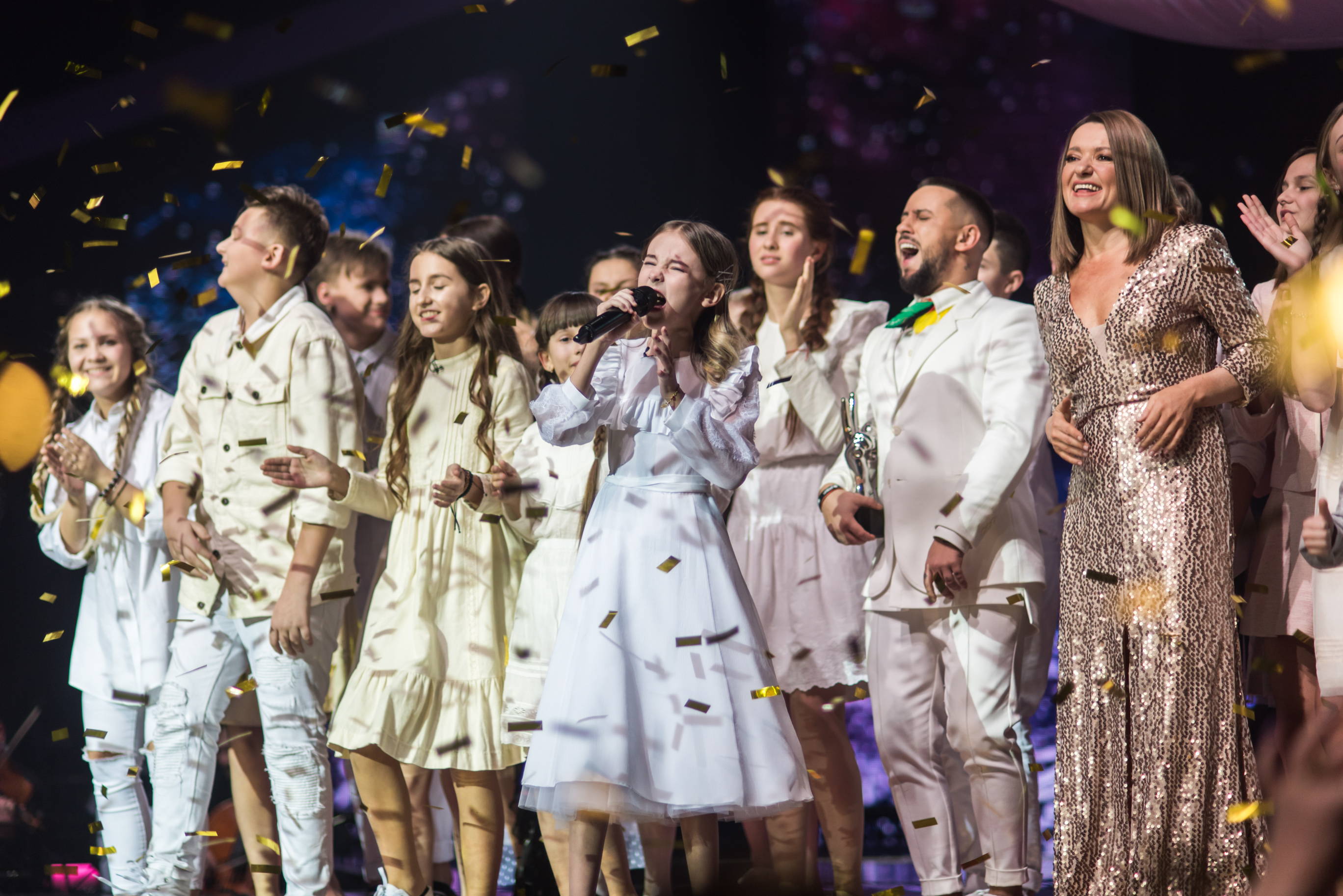
Tuleshova بعد از برنده شدن در The Voice Kids Ukraine اجرا کرد.

در ژانویه ۲۰۱۷، تولشوا در مسابقه بین‌المللی امید اروپا شرکت کرد و موفق به کسب جایزه بزرگ شد. در همان سال وی در فصل ۴ مسابقه the voice kids Ukraine شرکت کرد و آهنگ (سنگ سرد) دمی لواتا را اجرا کرد. هر سه داور aches; Monatik, Natalia Mohylevska و Vremya i Steklo صندلی یشان را برای او برگرداندند (او را پذیرفتند) و دنلیا، Monatik را انتخاب کرد. بعد از طی کردن تمامی مراحل وی به فینال بزرگ راه پیدا کرد. او آهنگ Ne tvoya viyna را اجرا کرد و برنده مسابقه شد. آن زمان او اولین غیر اوکراینی بود که برنده مسابقه می‌شد اما در سال ۲۰۱۹ خواننده جوان الکساندر زازاراشویلی برنده فصل پنجم شد.
در مارس سال ۲۰۱۸، تولشوا در اولین جوایز بین‌المللی موسیقی حرفه ای Premium Bravo در مسکو برنده جایزه Glimpse into the Future شد. او پس از دریافت جایزه خود، در کنار خواننده فرانسوی زاز، " Je veux " را اجرا کرد.

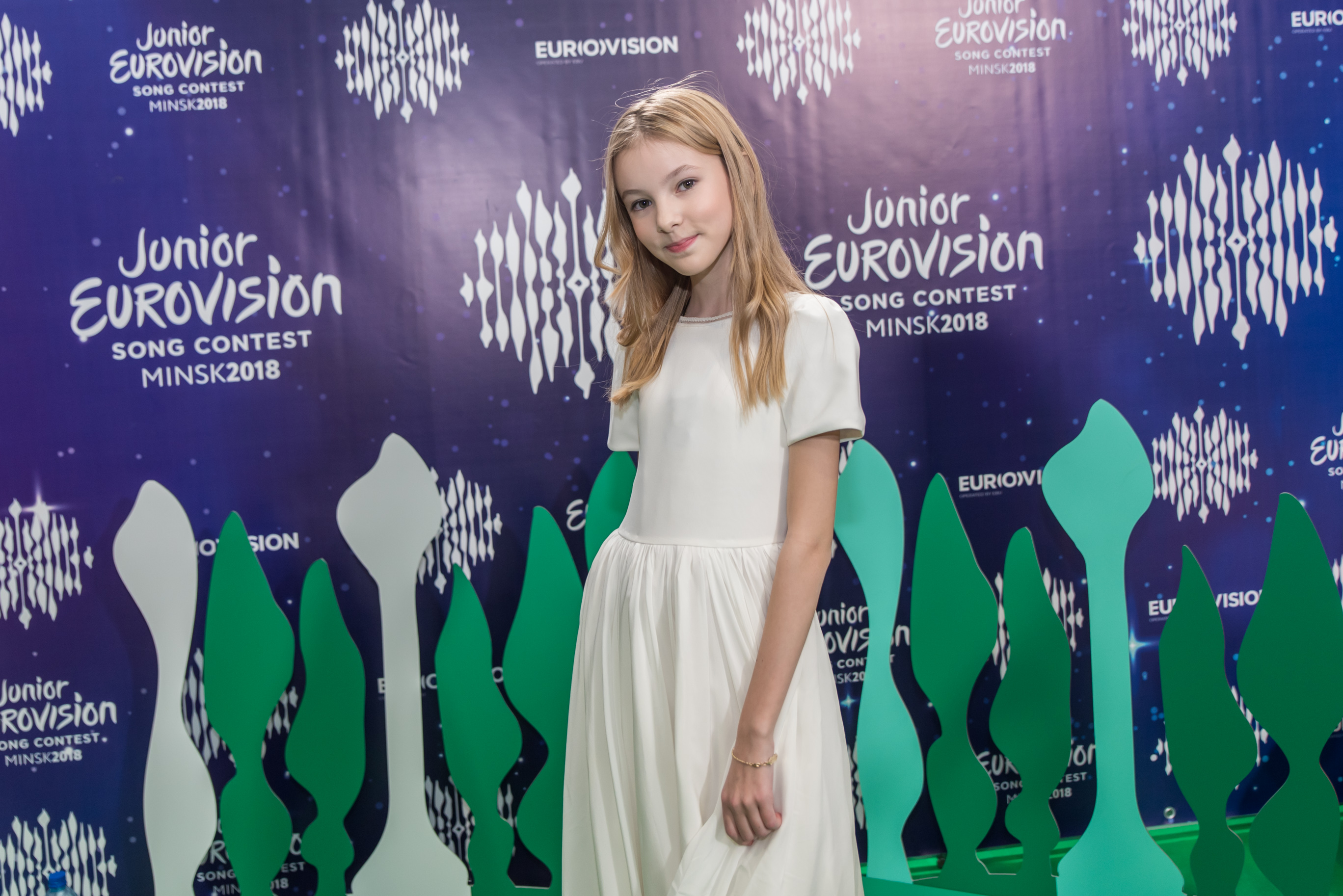
تولشووا در مسابقه یونیورسال یوروویژن ۲۰۱۸ مسابقه در مینسک، بلاروس.

تاریخ ۲۲ سپتامبر ۲۰۱۸، وی به عنوان نماینده قزاقستان در مسابقه یونیورسال یوروویژن ۲۰۱۸ در مینسک، بلاروس با آهنگ "Ózińe sen"، ترانه Tuleshova , Artyom Kuz'menkov و Kamila Dairova و آهنگسازی ایوان لوپوخوف انتخاب شد. در فینال، پس از ریتا لارنجیرا Portugal و پیش از اوی جیکا Albania، سومین بازی را انجام داد. در پایان رأی‌گیری وی ۱۷۱ امتیاز، ۶۸ امتیاز از داوران بین‌المللی و ۱۰۳ امتیاز از آراء عمومی کسب کرده بود و در مکان ششم به پایان رسید. نسخه انگلیسی "Ózińe sen" با عنوان Seize the Time در ۲۱ اکتبر ۲۰۱۸ منتشر شد

### ۲۰۱۹: بهترین‌های جهان
در ۲۰۱۹ در مسابقه استعداد یابی تلویزیون آمریکا (the world's best) آهنگ rise up را اجرا کرد که در ابتدا توسط آندرا دی اجرا شد. در مرحله رقابت‌ها مانامی ایتو ژاپنی را شکست داد تا بتواند به مرحله قهرمانان دست یابد. در آنجا what about us را اجرا کرد اما از مسابقات حذف شده و جایگاه ۸ دست یافت

### سال ۲۰۲۰
در سال ۲۰۲۰ قرار بود تولشوا کنسرتی در تگزاس ایالات متحده آمریکا اجرا کند اما تحت تأثیر همه‌گیری ویروس کوید ۱۹ اجرا کنسل شد. در همان سال دنلیا در برنامه استعداد یابی America's got talent شرکت کرد و آهنگ tears of gold از فوزیا را خواند و از هر چهار داور رای مثبت گرفت اما با این حال از وی خواسته شد که در اجرای بعدی آهنگی آرام‌تر اجرا کند.
در فوریه سال ۲۰۲۰، دانلیا در مصاحبه ای با کانال تلویزیونی Gakku TV قزاقستان اعلام کرد که یک پروژه موسیقی جدید را با نام صحنه "Da NeL" آغاز می‌کند. اولین تک آهنگ او با عنوان "Da NeL"، "хзчздз" (هیچ‌کس نمی‌داند که تکلیف چیست)، در ۴ فوریه ۲۰۲۰ در یوتیوب به نمایش درآمد. دومین تک آهنگ او، "Мой день" (روز من)، در آوریل ۲۰۲۰ به نمایش درآمد. تک آهنگ‌های موفق OMG و FIRE هستند که به ترتیب در ماه مه و ژوئن ۲۰۲۰ نمایش داده شدند.